# Marcy (Nièvre)
Marcy település Franciaországban, Nièvre megyében. Lakosainak száma 139 fő (2022. január 1.). Marcy Varzy, Champlemy, Chevannes-Changy, Corvol-d’Embernard és Parigny-la-Rose községekkel határos.

## Népesség
A település népességének változása:
| Lakosok száma | 168  | 163  | 162  | 153  | 148  | 145  | 142  | 139  | 139  |
|               | 2013 | 2015 | 2016 | 2017 | 2018 | 2019 | 2020 | 2021 | 2022 |